# ادوارد وسترمارک
ادوارد الکساندر وسترمارک (به سوئدی: Edvard Westermarck) ‏(۲۰ نوامبر ۱۸۶۲ – ۳ سپتامبر ۱۹۳۹) مردم‌شناس سوئدی‌زبان فنلاندی بود که بیشتر به دلیل معرفی اثر وسترمارک شناخته شده‌است. مهمترین مطالعات وی بر روی برون‌همسری و تابوی زنا با محارم بود. وسترمارک در مورد گوناگونی سامانه‌های اخلاقی می‌نوشت. او به نوعی نسبی‌گرایی باور داشت و یک نویسندهٔ معتبر در زمینه تاریخ اخلاق و رسوم ازدواج به‌شمار می‌رود. نامدارترین اثر خود تاریخ ازدواج انسان را در ۱۸۹۱ منتشر کرد. او چند کتاب نیز در زمینه رسوم مراکشی‌ها نوشت. وسترمارک استاد دانشگاه لندن از ۱۹۰۷ تا ۱۹۳۰ بود. خواهر او، هلنا وسترمارک، نویسنده و هنرمند بود.

## آثار
- ۱۸۹۱: تاریخ ازدواج انسان (The History of Human Marriage)
- ۱۹۳۰: هوش و دانش در مراکش (Wit and Wisdom in Morocco)
- ۱۹۰۶–۱۹۰۸: منشأ و تکامل ایده‌های اخلاقی (Origin and Development of the Moral Ideas)
- ۱۹۳۲: نسبیت اخلاقی (Ethical Relativity)
- ۱۹۳۶: آینده ازدواج در تمدن غربی (The Future of Marriage in Western Civilization)
- ۱۹۳۹: مسیحیت و اخلاق (Christianity and Morals)